# ÖFB Frauen-Bundesliga
Die ÖFB Frauen-Bundesliga (so die Eigenschreibweise) ist die höchste Spielklasse im österreichischen Frauenfußball. Organisierter Frauenfußball wurde in Österreich schon 1936 ausgetragen. Seit 1972 wird eine Meisterschaft durchgeführt. Seit 2010 wird die ÖFB Frauen-Bundesliga mit zehn Mannschaften ausgespielt.
Im Rahmen der Bundesliga tritt jeder Verein in einem Hin- und Rückspiel gegen jeden anderen Verein an. Der Meister der ÖFB Frauen-Bundesliga ist seit 2001, der Vizemeister zwischenzeitlich für 2013/14 und von 2016/17 bis 2019/20, zur Teilnahme an der UEFA Women’s Champions League berechtigt. Amtierender Meister ist der SKN St. Pölten.

## Modus und Ausrichtung

### Austragungsmodus
Während eines Meisterschaftsjahres, das sich in eine Hin- und Rückrunde unterteilt, treffen alle zehn Vereine der Bundesliga zweimal aufeinander, je einmal im eigenen Stadion und einmal im Stadion des Gegners. Eine Fußballsaison mit 18 Spieltagen erstreckt sich in der Regel von August oder September bis Mai oder Juni.
Die Mannschaft, die am Ende der Saison ersten Platz belegt, ist Österreichischer Meister und nimmt für Österreich an der UEFA Women’s Champions League teil. Der Vizemeister zwischenzeitlich für 2013 und seit 2016, zur Teilnahme an der UEFA Women’s Champions League berechtigt. Die letztplatzierte Mannschaft muss entweder in die 2. Liga, entweder in die 2. Liga Mitte/West für die Vereine der Bundesländer Oberösterreich, Salzburg, Tirol oder Vorarlberg oder in die 2. Liga Ost/Süd für die Vereine aus Burgenland, Kärnten, Niederösterreich, Steiermark oder Wien, absteigen.
Bei Punktgleichheit entscheidet zunächst die bessere Tordifferenz über die Reihenfolge der Platzierung, bei gleicher Differenz danach die Anzahl der erzielten Tore. Sollte dieser Vergleich immer noch keine Entscheidung bringen, werden die folgenden Kriterien zu Rate gezogen: das Gesamtergebnis aus den Partien gegeneinander, die Anzahl der in diesen Partien erzielten Tore gegeneinander, die Anzahl der auswärts erzielten Tore im direkten Vergleich. Danach entscheiden die erzielten Auswärtstore in allen Spielen. Bringen diese Vergleiche nichts ein, wird auf neutralem Platz ein Entscheidungsspiel ausgetragen. Dies war bisher in der Bundesliga jedoch noch nie der Fall.

### Modusänderungen
In den Anfängen der Damenliga, 1972, bis 1979 gab es nur eine Leistungsstufe, die Damenliga Ost. In der Saison 1979/80 wurde eine 2. Leistungsstufe mit dem gleichen Namen eingeführt. Ab 1982 übernahm die Ausrichtung der ÖFB und führte die zwei Ligen weiter. Zu Beginn der 1990er Jahre organisierten einige Bundesländerverbände Landesmeisterschaften für Frauenfußball. Die erste länderübergreifende Meisterschaft, außer die im Osten gegründete Damenliga Ost, war die Regionalliga West, an der Tiroler und Vorarlberger Frauenfußballmannschaften teilnahmen, später kam die 2. Division Mitte (2001) und die 2. Division Süd (2001) hinzu. Ab diesem Zeitpunkt könnten die Meister der 2. Liga direkt aufsteigen, ab 2005 wurde die erste Relegation zwischen dem Meister der 2. Division Ost und dem der 2. Division Mitte ausgespielt. Der Meister der Regionalliga West wollte wegen finanzieller Gründe an der Relegation nicht teilnehmen. In der Saison 2009/10 wird die 2. Liga Mitte/Ost gegründet, zwei Jahre später die 2. Liga Ost/Süd. Seitdem wird eine Relegation zwischen den zwei Zweitligameistern ausgetragen.

### Ausrichter
Ausgerichtet wird die Bundesliga durch den ÖFB, der sich um die Durchführung, die Lizenzierung und um das Schiedsrichterwesen kümmert.

## Namenshistorie
Die österreichische Fußball-Frauen-Bundesliga wechselte in ihrer Geschichte mehrmals ihren Namen, meist sollte dies eine bestimmte Neuerung im System betonen. Schon in den 1930er Jahren wurde unter dem Namen ÖDFU-Liga eine Fußball-Frauenmeisterschaft ausgetragen. In den 1970ern gründete der Wiener Fußball-Verband unter dem Namen Damenliga Ost den Vorgänger der jetzigen österreichischen Frauen-Bundesliga. Zehn Jahre später wurde diese vom österreichischen Fußballbund übernommen und als Frauen-Bundesliga weitergeführt. Ab 2005 änderte der ÖFB die oberste Liga in ÖFB Frauenliga um, zwei Jahre später spielten die Vereine die Meisterschaft für drei Jahre in einem Play-off-System aus. Auf Wunsch der Erstligavereine wurde die Spielklasse 2013 in ÖFB Frauen Bundesliga umbenannt. Ab der Saison 2018/19 konnte erstmals in der Geschichte der Frauen-Bundesliga mit dem vorarlbergerischen Unternehmen für Wasch- und Reinigungsmittel Planet Pure ein Sponsor gewonnen werden.
- 1936 bis 1938: ÖDFU-Liga
- 1972/73: Damenliga Ost – 1. Leistungsstufe unter dem WFV
- 1982/83: Frauen-Bundesliga unter dem ÖFB
- 2002/03: Bundesliga Frauen
- 2005/06: ÖFB Frauenliga
- 2007/08: ÖFB Frauenliga (Play-off)
- 2010/11: ÖFB Frauenliga
- 2013/14: ÖFB Frauen-Bundesliga
- 2018/19: Planet Pure Frauen-Bundesliga
- 2023/24: ADMIRAL Frauen Bundesliga

## Geschichte

### Erste österreichische Berichte über Frauenfußball in England und Deutschland zum Ende des 19. Jahrhunderts
In den zeitgenössischen österreichischen Medien wurde gegen Ende des 19. Jahrhunderts erstmals von fußballspielenden Damen in England berichtet. Dabei wurde der Frauenfußball als unweiblich beschrieben und soll in der Öffentlichkeit auf weitgehende Ablehnung gestoßen sein, selbst unter Befürwortern anderer Frauensportarten. Dennoch gründeten sich Damenfußballklubs, die untereinander Spiele austrugen. Da Röcke als unpraktisch galten und auch Pumphosen – wie beim Radfahren gebräuchlich – als zu sturzgefährlich angesehen wurden, traten die Spielerinnen in enger Hose, mit Beinschienen, schweren Schuhen, Herrenhemd und kleinem Käppchen an. Das Spiel selbst entsprach in seinen Regeln dem der Männer. Kritiker der österreichischen Zeitungen beschrieben die Auftritte als ungraziös und führten an, dass Frauen aufgrund ihrer körperlichen Veranlagung weniger für schnelles Laufen geeignet seien. Zudem wurden Verletzungen, darunter auch Arm- und Beinbrüche, als häufige Begleiterscheinung genannt. Ebenso wurde zu dieser Zeit in österreichischen Medien über fußballspielende Damen in Deutschland berichtet, die 1898 anlässlich des Deutschen Turnfestes in Hamburg gegen einen fußballspielenden Turnklub aus Berlin antraten.

### Der Frauenfußball in der Ersten Republik (1923–1938)
| ÖDU: ÖDFU-Liga | ÖDU: ÖDFU-Liga                    | ÖDU: ÖDFU-Liga                    |
| Saison         |                                   | Meister                           |
| -------------- | --------------------------------- | --------------------------------- |
| 1936           | DFC Austria Wien                  | DFC Austria Wien                  |
| 1937           | DFC Austria Wien                  | DFC Austria Wien                  |
| 1938           | Saison wurde nicht fertiggespielt | Saison wurde nicht fertiggespielt |

In der Geschichte des Frauenfußballs nahm Österreich ursprünglich eine Vorreiterrolle ein. Nachdem kurz zuvor noch ein Ansuchen einer Milchverschleißerin, gemeinsam mit anderen Frauen am Platz der Gersthofer SV Fußball spielen zu dürfen, vom Verbandsvorstand lächelnd abgelehnt worden war, rief Ferdinand Swatosch, Stürmerstar der Wiener Austria, noch im Jahr 1923 zur Gründung einer Damenmannschaft auf. Insgesamt über 150 Spielerinnen meldeten sich. Ein paar Monate später, am 13. April 1924, wurde ein zweiwöchiger Theoriekurs mit 43 Frauen abgehalten und mit dem 1. Wiener Damenfußballklub „Diana“ der erste reine Frauen-Fußballverein Österreichs gegründet. Als Trainingsleiter fungierte Swatosch selbst. Mitte 1924 verebbte die Berichterstattung über den Frauenverein.
Einen ersten Höhepunkt erreichte der österreichische Damenfußball in den 1930er Jahren. 1935 wurde die Österreichische Damenfußball-Union, kurz ÖDU oder DFU, gegründet, die sich um die Ausrichtung einer eigenen Meisterschaft für Frauen bemühte. Die erste Meisterschaft kam 1936 mit neun Vereinen aus dem Wiener Raum zur Austragung, wobei die Heimspiele der Vereine durchschnittlich von 3000 Zuschauern besucht wurden. Diese Entwicklung widerstrebte der damaligen politischen Führung Österreichs, die einer sportlichen Betätigung von Frauen grundsätzlich ablehnend gegenüberstand. Das vorzeitige Ende des österreichischen Frauenfußballs kam 1938 mit der Annexion durch das Deutsche Reich.

### Wiederbelebung und die Einführung der Meisterschaft (1968–1982)
| WFV: Damenliga Ost – 1. Leistungsstufe | WFV: Damenliga Ost – 1. Leistungsstufe | WFV: Damenliga Ost – 1. Leistungsstufe |
| Saison                                 |                                        | Meister                                |
| -------------------------------------- | -------------------------------------- | -------------------------------------- |
| 1972/73                                |                                        | Favoritner AC                          |
| 1973/74                                |                                        | USC Landhaus Wien                      |
| 1974/75                                |                                        | KSV Ankerbrot Wien                     |
| 1975/76                                |                                        | USC Landhaus Wien                      |
| 1976/77                                | FS Elektra Wien                        | FS Elektra Wien                        |
| 1977/78                                |                                        | USC Landhaus Wien                      |
| 1978/79                                | FS Elektra Wien                        | SV Elektra Wien                        |
| 1979/80                                | FS Elektra Wien                        | SV Elektra Wien                        |
| 1980/81                                |                                        | USC Landhaus Wien                      |
| 1981/82                                |                                        | USC Landhaus Wien                      |

Die Unterdrückung des Frauensports in der Zeit des Nationalsozialismus wirkte nach Kriegsende noch lange nach. 1957 verbot der ÖFB außerdem Frauenabteilungen. Ende der 1960er Jahre kam es dennoch zu einer Wiederbelebung des Frauenfußballs in Österreich. Als eine der ersten Mannschaften gründete sich 1968 jene des USC Landhaus Wien. Da der Frauenfußballsport nach seiner Wiederbelebung noch in den Kinderschuhen steckte und es für die Wienerinnen in Österreich keine Gegnerinnen gab, absolvierte der Verein vorerst nur Freundschaftsspiele gegen ausländische Teams, vor allem gegen spielstarke Vereine aus der damaligen Tschechoslowakei. Die Aufnahme des offiziellen Spielbetriebes der Landhausdamen erfolgte am 1. Januar 1969, die Aufnahme als erste Frauenmannschaft in den Wiener Fußballverband im Jahr 1971.
Durch das Beispiel des USC Landhaus angespornt, gründeten sich vor allem im Wiener Raum innerhalb weniger Jahre zahlreiche Frauenmannschaften, die als eigene Sektionen in bereits bestehenden und bekannten Herrenvereinen Einzug hielten. Nach einem stetigen Zuwachs an Frauenmannschaften schrieb der Wiener Fußballverband im Jahr 1972 erstmals seit den 1930er Jahren eine Österreichische Meisterschaft im Frauenfußball aus. Zu den Gründungsmitgliedern der damaligen Damenliga Ost gehörten neben dem USC Landhaus der Favoritner AC, DFC Ostbahn XI, SV Kagran, SV Antonshof Rannersdorf und die Gersthofer Sportvereinigung. Als erster Meister nach der Reaktivierung des Frauenfußballs in Österreich trug sich der Favoritner AC in die Geschichte ein. Zur selben Zeit wurde ein Pokalwettbewerb für Frauenvereine eingeführt, der seinen ersten Gewinner im USC Landhaus fand. Durch die stetig wachsende Teilnehmerzahl – 1979 nahmen bereits Vereine aus Wien, Niederösterreich der Steiermark und dem Burgenland an der Meisterschaft teil – wurde im selben Jahr eine zweite Leistungsstufe eingeführt. 1980 gründete sich in Linz mit der Union Kleinmünchen der erste große reine Frauenfußballverein Österreichs in der Zweiten Republik.

### Übernahme durch den ÖFB und die Entwicklung bis heute (1982–heute)
| ÖFB: Frauen-Bundesliga | ÖFB: Frauen-Bundesliga | ÖFB: Frauen-Bundesliga |
| Saison                 |                        | Meister                |
| ---------------------- | ---------------------- | ---------------------- |
| 1982/83                |                        | USC Landhaus Wien      |
| 1983/84                |                        | SV Aspern              |
| 1984/85                |                        | DFC Ostbahn XI         |
| 1985/86                | 1. DFC Leoben          | 1. DFC Leoben          |
| 1986/87                | 1. DFC Leoben          | 1. DFC Leoben          |
| 1987/88                |                        | USC Landhaus Wien      |
| 1988/89                |                        | USC Landhaus Wien      |
| 1989/90                | Union Kleinmünchen     | Union Kleinmünchen     |
| 1990/91                | Union Kleinmünchen     | Union Kleinmünchen     |
| 1991/92                | Union Kleinmünchen     | Union Kleinmünchen     |
| 1992/93                | Union Kleinmünchen     | Union Kleinmünchen     |
| 1993/94                | Union Kleinmünchen     | Union Kleinmünchen     |
| 1994/95                |                        | USC Landhaus Wien      |
| 1995/96                | Union Kleinmünchen     | Union Kleinmünchen     |
| 1996/97                |                        | USC Landhaus Wien      |
| 1997/98                | Union Kleinmünchen     | Union Kleinmünchen     |
| 1998/99                | Union Kleinmünchen     | Union Kleinmünchen     |
| 1999/2000              |                        | USC Landhaus Wien      |
| 2000/01                |                        | USC Landhaus Wien      |
| 2001/02                | Innsbrucker AC         | Innsbrucker AC         |

1982 übernahm der Österreichische Fußball-Bund die Obhut über die Damenliga und führte sie forthin als Frauen-Bundesliga mit zwei Spielstufen. Während sich der Frauenfußballsport im Osten Österreichs seit den frühen 1970er Jahren rasant entwickelte und eine Vielzahl an Vereinen hervorbrachte, stieg das Interesse an dieser Sportart in Westösterreich erst in den frühen 1990er Jahren stetig an. Der erste Verein, der eine eigene Frauensektion führte, war der FC Wacker Innsbruck. Die Frauenvereine aus dem Westen nahmen jedoch aufgrund der hohen Reisekosten bei Auswärtsspielen und wegen der meist kleinen Vereinsbudgets nicht an der bundesweiten Meisterschaft teil; stattdessen spielten sie bis Mitte der 1990er Jahre nur in ihren eigenen Landesligen oder der von den Landesverbänden Tirols und Vorarlbergs gemeinsam geführten Westliga. Dass sich zumindest einzelne Mannschaften Westösterreichs mit jenen der Bundesliga messen konnten, bewiesen Wacker Innsbruck und der Innsbrucker AC mit dem Gewinn der Pokalwettbewerbe in den Jahren 1985 und 1994. Ab der Saison 1997/98 waren erstmals die westösterreichischen Mannschaften in der Frauen-Bundesliga spielberechtigt. Erster Verein aus dem Westen war der Innsbrucker AC, später kam Schwarz-Weiß Bregenz hinzu, die in Österreichs höchster Spielklasse mitspielten.
In den 70er und 80er Jahren war vor allem USC Landhaus die dominierende Mannschaft und holte in dieser Zeitspanne 8 Meistertitel. Trotzdem gab es in dieser Zeit den ersten Meister aus den Bundesländern. DFC Leoben wurde in den Jahren 1986 und 1987 Staatsmeister. Ab 1990 wuchs die Konkurrenz vor allem durch Union Kleinmünchen. Den Linzerinnen gelangen in den 90er Jahren nicht weniger als 8 Meistertitel und stellten die bisherige Vorherrschaft der Wienerinnen in Frage. Aber gegen Ende des letzten Jahrtausends und zu Beginn des 21. Jahrhunderts konnte Landhaus sich wieder behaupten und mit insgesamt 12 Meistertitel einen Titelrekord aufstellen. Nach dem Innsbrucker AC, der 2002 den Meistertitel errang, kam die große Zeit von SV Neulengbach.
Seriensieger Neulengbach
| ÖFB: Bundesliga Frauen         | ÖFB: Bundesliga Frauen | ÖFB: Bundesliga Frauen |
| Saison                         |                        | Meister                |
| ------------------------------ | ---------------------- | ---------------------- |
| 2002/03                        | SV Neulengbach         | SV Neulengbach         |
| 2003/04                        | SV Neulengbach         | SV Neulengbach         |
| 2004/05                        | SV Neulengbach         | SV Neulengbach         |
| ÖFB: ÖFB Frauenliga            |                        |                        |
| 2005/06                        | SV Neulengbach         | SV Neulengbach         |
| 2006/07                        | SV Neulengbach         | SV Neulengbach         |
| ÖFB: ÖFB Frauenliga (Play-off) |                        |                        |
| 2007/08                        | SV Neulengbach         | SV Neulengbach         |
| 2008/09                        | SV Neulengbach         | SV Neulengbach         |
| 2009/10                        | SV Neulengbach         | SV Neulengbach         |
| ÖFB: ÖFB Frauenliga            |                        |                        |
| 2010/11                        | SV Neulengbach         | SV Neulengbach         |
| 2011/12                        | SV Neulengbach         | SV Neulengbach         |
| 2012/13                        | SV Neulengbach         | SV Neulengbach         |

In der Saison 2000/2001 wurde mit Einführung der 2. Division Mitte, die aus der Zusammenlegung der Landesligen Oberösterreichs und Salzburgs entstand, eine Hierarchie zu ordnen Rechnung getragen. 2003 wurde die 2. Leistungsstufe mit den 2. Divisionen Süd und West erweitert. Im Sommer 2011 wurde die letzte Reform durchgeführt und seit der Saison 2011/12 gibt es die 2. Leistungsstufe nur mehr in zwei getrennte Spielklassen. Die 2. Liga Ost/Süd spielt mit den Vereinen aus den Bundesländern Wien, Niederösterreich, Burgenland, Steiermark und Kärnten. Die 2. Liga Mitte/West beinhaltet die Vereine der Bundesländer Oberösterreich, Salzburg, Tirol und Vorarlberg. Die 3. Leistungsstufe sind die Frauen Landesligen, die jeder Landesverband selbst durchführt. Auf Wunsch der teilnehmenden Vereine in der obersten Leistungsstufe heißt diese seit der Saison 2013/14 wieder ÖFB Frauen-Bundesliga.
Ab 2003 gelang der Wienerwaldmannschaft ein Titel um den anderen. Bis 2012 nicht weniger als 10 Double-Erfolge in Serie und bis 2014 sogar 12 Meistertitel in Folge. Damit gibt es heute zwei Rekordmeister: USC Landhaus und SV Neulengbach, die mit zwölf Meistertiteln in der Statistik vorne liegen.
Seriensieger St. Pölten
| ÖFB: ÖFB Frauen-Bundesliga         | ÖFB: ÖFB Frauen-Bundesliga | ÖFB: ÖFB Frauen-Bundesliga |
| Saison                             |                            | Meister                    |
| ---------------------------------- | -------------------------- | -------------------------- |
| 2013/14                            | SV Neulengbach             | SV Neulengbach             |
| 2014/15                            |                            | FSK St. Pölten-Spratzern   |
| 2015/16                            |                            | FSK St. Pölten-Spratzern   |
| 2016/17                            | SKN St. Pölten             | SKN St. Pölten             |
| 2017/18                            | SKN St. Pölten             | SKN St. Pölten             |
| ÖFB: Planet Pure Frauen-Bundesliga |                            |                            |
| 2018/19                            | SKN St. Pölten             | SKN St. Pölten             |
| 2019/20                            |                            | Abbruch, keine Wertung     |
| 2020/21                            | SKN St. Pölten             | SKN St. Pölten             |
| 2021/22                            | SKN St. Pölten             | SKN St. Pölten             |
| 2022/23                            | SKN St. Pölten             | SKN St. Pölten             |
| ÖFB: ADMIRAL Frauen Bundesliga     |                            |                            |
| 2023/24                            | SKN St. Pölten             | SKN St. Pölten             |
| 2024/25                            | SKN St. Pölten             | SKN St. Pölten             |

Mit der Saison 2014/15 wird der Erfolgslauf von Neulengbach beendet und FSK St. Pölten-Spratzern wird erstmals Meister und in der folgenden Saison 2015/16 könnten die St. Pöltnerinnen den Titel wiederholen, kurz bevor der Verein als Frauenabteilung in den SKN St. Pölten eingegliedert wurde. Die St. Pöltnerinnen gewannen in den letzten Jahren bis heute immer den österreichischen Meistertitel.
Im April 2023 wurde bekannt, dass die bisherige Kapitänin der Nationalmannschaft Carina Wenninger ab Juli 2023 die neu geschaffenen Position als Liga-Managerin der Frauen-Bundesliga übernehmen soll. Mitte 2024 übernahm deren Arbeit als Managerin der Frauen-Bundesliga Nina Potz.

## Internationale Erfolge

### UEFA Women’s Cup
Seit der Saison 2001/02 war der österreichische Meister zur Teilnahme im UEFA Women’s Cup berechtigt, wobei in den ersten Jahren die teilnehmenden Mannschaften nur die Vor- oder Qualifikationsrunden erreichten.
2001/02 war USC Landhaus Wien als erste österreichische Mannschaft in diesem Bewerb vertreten. In Finnland gab es in der Vorrunde in drei Spielen drei Niederlagen. Im Jahr darauf war der Innsbrucker AC der Vertreter aus Österreich. Die Tirolerinnen veranstalteten diese Vorrunde und sie mussten in drei Spielen drei Niederlagen in Kauf nehmen. Im Sommer/Herbst 2003 war erstmals Neulengbach dabei, aber aufgrund der Niederlagen von USC Landhaus und dem IAC in den beiden Vorsaisonen musste der Wienerwaldverein in die erste Qualifikationsrunde und in Mazedonien gab es aber aus drei Spielen gleich drei Siege. In der Vorrunde gelang Neulengbach der erste Sieg einer österreichischen Mannschaft im Hauptbewerb. Dort mussten sie mit Platz 3 (hinter Frankfurt, Athletic Club/Spanien) vorliebnehmen. In der Saison 2004/05 belegte Neulengbach hinter Montpellier den 2. Platz und schied damit in der Qualifikationsrunde trotz zwei Siegen aus. 2005/06 gelang wieder der Sprung in die zweite Qualifikationsrunde, denn Neulengbach konnte in Kroatien alle drei Spiele gewinnen. In Montpellier musste Neulengbach wieder die Stärke der europäischen Spitzenklasse von Potsdam, Montpellier und Saestum zur Kenntnis nehmen und verlor alle drei Spiele. Im August 2006 konnte Neulengbach erstmals selbst die erste Qualifikationsrunde veranstalten. Mit dem isländischen Vertreter Breidablik war ein übermächtiger Gegner zur Stelle, sodass die Siege gegen União Dezembro (Portugal) und Newtownabbey (Irland) nicht zum Aufstieg in die zweite Qualifikationsrunde führten. In der Saison 2007/08 veranstaltete Neulengbach wieder die erste Qualifikationsrunde und im Wienerwaldstadion gelang der Aufstieg gegen Hibernian (Schottland), Częstochowa (Polen), Mayo (Irland) in die zweite Runde. In dieser Runde in London verlor Neulengbach gegen Arsenal und gegen Verona, aber gegen Alma (Kasachstan) gab es einen Sieg, trotzdem war es der Abschied aus diesem Bewerb. Für den 2008/09 war Neulengbach in der ersten Qualifikationsrunde Veranstalter und gewann überlegen und ohne Gegentor gegen Novo Mesto, SU Dezembro und Vamos Idaliou. In Lyon wurde die zweite Runde ausgetragen und nach Niederlagen gegen Lyon und Arsenal gewann Neulengbach gegen Zürich und erreichte Platz 3 in der Gruppe. Aufgrund der guten Resultate des SV Neulengbach in diesem Bewerb, waren die Österreicherinnen für die erste Hauptrunde gesetzt und mussten keine Qualifikationsspiele mehr bestreiten.

### UEFA Women’s Champions League
Seit 2009/10 heißt der Bewerb Women’s Champions League und es gelang gleich in diesem Jahr der Aufstieg im Sechzehntelfinale gegen Unia Raciborz. Im Achtelfinale verlor Neulengbach gegen Torres 1:4 und 1:4. 2010/11 war der Griechische Club PAOK Thessaloniki zum Gegner (0:1, 3:0) und im Achtelfinale war mit Potsdam Endstation. Die 1. TV Liveübertragung eines UEFA-Champions-League-Spieles der Frauen in Österreich gab es am 10. November 2010 via Eurosport aus Neulengbach (SV Neulengbach gegen Turbine Potsdam).
In der Saison 2011/12 gelang der Sprung ins Achtelfinale. Nach den Spielen gegen Kairat Almaty (1:2, 5:0) spielte der SV Neulengbach zwar sehr gute Begegnungen gegen Malmö, aber mit 1:3 und 0:1 musste der Österreichische Vertreter Abschied aus diesem Bewerb nehmen. In der Saison 2012/13 spielte Neulengbach in der ersten Hauptrunde gegen den rumänischen Meister CFF Olimpia Cluj und musste sich nach zwei Unentschieden aus dem Bewerb verabschieden. In Siebenbürgen spielte der österreichische Meister 1:1 und in Neulengbach im Wienerwaldstadion vor 1.150 Zuschauern 2:2 nach Verlängerung.
Aufgrund der UEFA-Fünfjahreswertung durften in der Saison 2013/14 zwei Vereine aus Österreich mitspielen. Neben dem Serienmeister Neulengbach war diesmal der Vizemeister, FSK St. Pölten-Spratzern, mit dabei. Die Mannschaft aus der niederösterreichischen Hauptstadt bekam ASD Torres aus Sardinien zugelost. Nach einem Heim 2:2 am St. Pöltner Voith-Platz musste sich die Mannschaft auswärts 1:3 geschlagen geben und schied aus dem Bewerb aus. Der bisher größte Erfolg einer österreichischen Frauenmannschaft gelang Neulengbach. In der ersten Runde gab es zunächst einen 2:1-Auswärtssieg und mit einem 1:1-Heimunentschieden gegen Apollon Limassol (Zypern) stieg die Mannschaft ins Achtelfinale auf. Es gelang ein Meisterstück: Gegen Konak Izmir gewann Neulengbach auswärts und zu Hause jeweils 3:0. Vor allem Nina Burger ragte aus der Mannschaft heraus, denn sie erzielte in Izmir drei Tore und zu Hause ein Tor. Neulengbach ist damit erstmals unter den besten acht Mannschaften in Europa, im Viertelfinale. Mit dem schwedischen Vertreter bekam Neulengbach einen der Champions League Favoriten vorgesetzt. Bereits im Hinspiel wurde die Entscheidung getroffen. In Tyresö siegten die Skandinavierinnen 8:1. Neulengbach hatte keine Chance. Anders im Heimspiel. Der österreichische Meister war diesmal bestens eingestellt und konnte den Schwedinnen Paroli bieten und ein 0:0 abringen. Beide Viertelfinalspiele wurden von ORF Sport + live übertragen. Darüber hinaus konnte Neulengbach viele Fußballfreunde überzeugen, denn mit 1.255 Zuschauern gab es trotz Liveübertragung am Samstag, 29. März 2014 Zuschauerrekord im Wienerwaldstadion. Für Österreich war das ein weiterer wichtiger Erfolg für den Frauenfußball. Im Folgejahr schaffte Neulengbach wieder den Einzug ins Achtelfinale. Nach einem 2:1-Sieg in Ungarn bei MTK Hungaria gelang Neulengbach ein 2:2-Unentschieden nach Verlängerung in Neulengbach und damit der Aufstieg unter die besten 16 in Europa. Gegen den regierenden CL-Sieger Wolfsburg verloren die Niederösterreicherinnen. Zu Hause 0:4 und auswärts 0:7 sorgten für den klaren Ausstieg aus diesem Bewerb.
Nach 12-jähriger Neulengbacher Dominanz im österreichischen Frauenfußball gelang 2015 FSK St. Pölten-Spratzern der Meistertitel und erlangte damit die Berechtigung für die Teilnahme an der Champions League 2015/16. Die St. Pöltnerinnen hatten Losglück, denn statt einem Vertreter aus Deutschland, Frankreich, Schweden, England oder Russland, wurde der italienische Vertreter Verona gezogen. Nach zwei sehr guten Spielen musste sich aber der österreichische Meister 4:5 und 2:2 knapp geschlagen geben. Für die UEFA 5 Jahreswertung war dieses Ausscheiden aber mehr als bedauerlich. Ähnlich war es in der Saison 2016/17. Gegen Brøndby IF (DEN) gab es zu Hause eine 0:2-Niederlage und auswärts ein 2:2 und damit schied SKN St. Pölten Frauen aus dem Bewerb aus. In dieser Saison durfte aufgrund einer UEFA Änderung (nun mehr 12 Topnationen) der Zweite der Österreichischen Frauen-Bundesliga an der Women’s Champions League teilnehmen. Sturm Graz spielte als Vizemeister gegen den FC Zürich, die Steirerinnen waren mit 0:6 im Heimspiel und 0:3 auswärts chancenlos. In der Saison 2017/18 scheiterte Sturm Graz in der Qualifikationsrunde, während der SKN St. Pölten in die 1. Hauptrunde (1/16 Finale) gelost wurde. Dort siegte Manchester City W.F.C. mit insgesamt 6:0. Mit den Niederlagen in der Saison 2018/19 von SKN St. Pölten gegen Paris St. Germain (1:4, 0:2) in der 1. Runde und dem Scheitern von USC Landhaus in der Qualifikationsrunde steht damit endgültig fest, dass Österreich den 2. Teilnehmer ab 2020/21 verliert und der Österreichische Meister dann wieder in der Qualifikationsrunde beginnen muss. Erfreulich war in der Saison 2019/20 der erste Sieg in der Champions League von SKN St. Pölten, denn gegen Twente Enschede gewann die Mannschaft aus der NÖ Landeshauptstadt auswärts 2:1, aber durch die Heimniederlage schied die Mannschaft mit einem Gesamtscore von 4:5 aus. Der österreichische Meister beginnt nun ab der kommenden Saison in der Qualifikationsrunde.

### Bilanz österreichischer Vereine
UEFA Women’s Cup
| Saison           | Vertreter         | Vorrunde/Qualifikation           | Gruppenphase                 | KO-Phase         |
| UEFA Women’s Cup | UEFA Women’s Cup  | UEFA Women’s Cup                 | UEFA Women’s Cup             | UEFA Women’s Cup |
| ---------------- | ----------------- | -------------------------------- | ---------------------------- | ---------------- |
| 2001/02          | USC Landhaus Wien | keine                            | 4. Platz (0 Punkte) = Top 32 |                  |
| 2002/03          | Innsbrucker AC    | keine                            | 4. Platz (0 Punkte) = Top 32 |                  |
| 2003/04          | SV Neulengbach    | 1. Platz (9 Punkte)              | 3. Platz (3 Punkte) = Top 32 |                  |
| 2004/05          | SV Neulengbach    | 2. Platz (6 Punkte) = Qualirunde | nicht erreicht               |                  |
| 2005/06          | SV Neulengbach    | 1. Platz (7 Punkte)              | 4. Platz (0 Punkte) = Top 16 |                  |
| 2006/07          | SV Neulengbach    | 2. Platz (6 Punkte) = Qualirunde | nicht erreicht               |                  |
| 2007/08          | SV Neulengbach    | 1. Platz (9 Punkte)              | 3. Platz (3 Punkte) = Top 16 |                  |
| 2008/09          | SV Neulengbach    | 1. Platz (9 Punkte)              | 3. Platz (3 Punkte) = Top 16 |                  |

UEFA Women’s Champions League mit Finalrunde
| Saison                        | Vertreter                       | Qualifikation                 | KO-Phase                        |
| UEFA Women’s Champions League | UEFA Women’s Champions League   | UEFA Women’s Champions League | UEFA Women’s Champions League   |
| ----------------------------- | ------------------------------- | ----------------------------- | ------------------------------- |
| 2009/09                       | SV Neulengbach                  | keine                         | Achtelfinale ausgeschieden      |
| 2010/11                       | SV Neulengbach                  | keine                         | Achtelfinale ausgeschieden      |
| 2011/12                       | SV Neulengbach                  | keine                         | Achtelfinale ausgeschieden      |
| 2012/13                       | SV Neulengbach                  | keine                         | Sechzehntelfinale ausgeschieden |
| 2013/14                       | SV Neulengbach                  | keine                         | Viertelfinale ausgeschieden     |
| 2013/14                       | FSK St. Pölten                  | keine                         | Sechzehntelfinale ausgeschieden |
| 2014/15                       | SV Neulengbach                  | keine                         | Achtelfinale ausgeschieden      |
| 2015/16                       | FSK St. Pölten-Spratzern        | keine                         | Sechzehntelfinale ausgeschieden |
| 2016/17                       | FSK St. Pölten-Spratzern        | keine                         | Sechzehntelfinale ausgeschieden |
| 2016/17                       | SK Sturm Graz                   | keine                         | Sechzehntelfinale ausgeschieden |
| 2017/18                       | SKN St. Pölten                  | keine                         | Sechzehntelfinale ausgeschieden |
| 2017/18                       | SK Sturm Graz                   | 2. Platz (6 Punkte)           | KO-Phase nicht erreicht         |
| 2018/19                       | SKN St. Pölten                  | keine                         | Sechzehntelfinale ausgeschieden |
| 2018/19                       | SG USC Landhaus/FK Austria Wien | 3. Platz (3 Punkte)           | KO-Phase nicht erreicht         |
| 2019/20                       | SKN St. Pölten                  | keine                         | Sechzehntelfinale ausgeschieden |
| 2019/20                       | SK Sturm Graz                   | 3. Platz (3 Punkte)           | KO-Phase nicht erreicht         |
| 2020/21                       | SKN St. Pölten                  | Sieg (2. Runde)               | Achtelfinale ausgeschieden      |

UEFA Women’s Champions League mit Gruppenphase
| Saison  | Vertreter       | Qualifikation       | KO-Phase                               |
| ------- | --------------- | ------------------- | -------------------------------------- |
| 2021/22 | SKN St. Pölten  | im Finale           | Qualifikation, 1. Runde ausgeschieden  |
| 2022/23 | SKN St. Pölten  | 3. Platz (4 Punkte) | Gruppenphase                           |
| 2022/23 | SK Sturm Graz   | 3. Platz            | Qualifikation, 1. Runde ausgeschieden  |
| 2023/24 | SKN St. Pölten  | 4. Platz (1 Punkt)  | Gruppenphase                           |
| 2023/24 | SK Sturm Graz   | 4. Platz            | Qualifikation, 1. Runde, ausgeschieden |
| 2024/25 | SKN St. Pölten  | 4. Platz (0 Punkte) | Gruppenphase                           |
| 2024/25 | First Vienna FC | 4. Platz            | Qualifikation, 1. Runde, ausgeschieden |
| 2025/26 | SKN St. Pölten  |                     |                                        |
| 2025/26 | FK Austria Wien |                     |                                        |

UEFA Women's Europa Cup
| Saison  | Vertreter     | Qualifikation | KO-Phase |
| ------- | ------------- | ------------- | -------- |
| 2025/26 | SK Sturm Graz |               |          |

## Vereine

### Teilnehmer der Saison 2024/25
- SPG Altach/Vorderland
- FC Bergheim
- SK Sturm Graz
- SPG Kleinmünchen/Blau-Weiß Linz
- Linzer ASK (Aufsteiger)
- SPG Lustenau/Dornbirn
- SV Neulengbach
- SKN St. Pölten (Meister und Pokalsieger)
- FK Austria Wien
- First Vienna FC Frauen

### Vereinsumbenennungen und -übertritte
Im Verlaufe der Bundesligageschichte kam es häufiger zu Vereinsumbenennungen und -übertritten. Einige Vereine machten sich selbständig und traten aus ihren Stammvereinen aus. Meistens erhofften sich die Vereine bessere Vermarktungsmöglichkeiten.
Hier eine Übersicht über jetzige und ehemalige Frauen-Bundesliga-Vereine
- 1996: SV Altlengbach > SV Neulengbach (Vereinswechsel)
- 1997: First Vienna FC > FC Hellas Kagran (Vereinswechsel)
- 2002: SC Stattersdorf > ASV Spratzern (Vereinswechsel)

2013: ASV Spratzern > FSK St. Pölten-Spratzern (neuer selbständiger Verein)
2016: FSK St. Pölten-Spratzern > SKN St. Pölten (Übernahme)
- 2002: SC Pinkafeld > FC Südburgenland (neuer selbständiger Verein)
- 2002: Union Kleinmünchen Linz II > Ladies Soccer Club Linz (neuer selbständiger Verein)

2006: Ladies Soccer Club Linz > LASK Ladies (Übernahme)
- 2006: Innsbrucker AC > FC Wacker Innsbruck (Übernahme)
- 2008: Schönberger LUV II > FC Stattegg (Vereinswechsel)

2011: FC Stattegg > SK Sturm Graz (Übernahme)
- 2011: JSV Mariatrost > LUV Graz II
- 2011: SC Röthis > RW Rankweil (Vereinswechsel)
- 2012: FC Sulz > (RW Rankweil) > FFC Vorderland (neuer selbständiger Verein)

ab 2021/22: FFC Vorderland > SPG SCR Altach/FFC Vorderland
- 2013: SV St. Veit/Glan > Carinthian Woman Soccer (neuer selbständiger Verein)
- 2014: SC St. Veit/Glan (2014 gegründet, Frauenabteilung ab 2019/20)

ab 2024/25: SC St. Veit/Glan > zum SV Kraig (Vereinswechsel)
- 2015: USK Hof > FC Bergheim (Vereinswechsel)
- 2018/19: USC Landhaus > SG Austria Wien/USC Landhaus (gründeten eine Spielgemeinschaft)

2021/22: SG Austria Wien/USC Landhaus > FK Austria Wien (Übernahme der ersten Frauen-Teams, USC Landhaus bleibt bestehen)
- 2021/22: FFC Vorderland > SPG Altach/Vorderland (gründeten eine Spielgemeinschaft)
- 2021/22: Union Kleinmünchen Linz > SPG Kleinmünchen/Blau-Weiß Linz (gründeten eine Spielgemeinschaft)
- 2022/23: FC Dornbirn Damen > SPG FC Lustenau/Dornbirn Ladies (gründeten eine Spielgemeinschaft)
- 2022/23: Union Geretsberg > SPG Geretsberg/Bürmoos (gründeten eine Spielgemeinschaft)
- 2022/23: USC Landhaus > SG FAC/USC Landhaus Wien (gründeten eine Spielgemeinschaft)
- 2023/24: FC Südburgenland > TSV Hartberg (gründen eine Kooperation)
- 2024/25: FC Bergheim > FC Red Bull Salzburg (gründeten eine Spielgemeinschaft)

ab 2025/26: Übernahme des Frauenteams von FC Red Bull Salzburg
- 2025/26: Carinthians Hornets > SK Austria Klagenfurt (gründen eine Kooperation und Spielgemeinschaft)

## Frauenfußball in den österreichischen Medien
2006
Nur in wenigen Medien gab es 2006 es eine kontinuierliche Berichterstattung, im Fernsehen werden etwa einige ausgewählte Spiele vom Wiener Fernsehsender W24 kurz zusammengefasst ausgestrahlt.
Saison 2010/11
Das erste Frauenspiel, welches live in Österreich übertragen wurde, war ein Spiel in der UEFA Women’s Champions League zwischen Neulengbach und Potsdam, das am 10. November 2010 aus dem Wienerwaldstadion Neulengbach von Eurosport gesendet wurde.
Saison 2012/13
Die Spiele des Bundesligisten FFC Vorderland, der 2012 gegründet wurde, werden laufend vom Regionalsender Ländle-TV live übertragen. Es besteht eine Medienpartnerschaft mit dem Regionalanzeiger. Die größte Tageszeitung in Vorarlberg, die Vorarlberger Nachrichten und die Vorarlberger Kronenzeitung berichten jeden Montag über die Spielergebnisse der Vorderländerinnen und kündigen die Spiele des Bundesligisten umfangreich an.
Nach Gründung des neuen Kanals ORF SPORT + begann der ORF im Herbst 2012, Frauenländerspiele live aus Österreich zu übertragen. Das wichtige EM-Qualifikationsspiel gegen Dänemark am 15. September 2012 in St. Pölten und das Play-off-Spiel für die Endrunde in Schweden gegen Russland am 21. Oktober 2012 wurden gesendet.
Saison 2013/14, 2014/15 und 2015/16
Im März 2014 führten die Viertelfinalspiele der Champions League von Neulengbach gegen Tyresö zu weiteren Liveübertragungen bei ORF Sport +. In den Saisonen 2014/15 und 2015/16 wurden weder ein ÖFB-Cup-Finale noch Champions-League-Spiele übertragen. Im Ausland werden dagegen fast alle CL-Spiele live übertragen, z. B. das Spiel MTK gegen Neulengbach und das Auswärtsspiel in Wolfsburg (Eurosport).
Saison 2016/17
Frauenländerspiele werden fast immer live übertragen und im Herbst 2016 gab es erstmals eine Direktübertragungen im ORF Sport + von den Champions-League-Spielen in der 1. Runde der beiden österreichischen Vereine SKN St. Pölten und Sturm Graz.
Im Mai 2017 wurde erstmals ein ÖFB-Ladies-Cup-Endspiel live via ORF Sport + übertragen. Ein Erfolg war die EM in den Niederlanden. ORF 1 übertrug alle Österreich-Spiele und hatte mehr als 1 Mio. Zuschauer pro Spiel unter anderem auch das Halbfinale gegen Dänemark.
Saison 2017/18
Ein eigenes Frauen-Fußball-Magazin wurde am 18. September 2017 auf ORF Sport + gesendet. Erstmals wurde am Sonntag, 12. November 2017 ein ÖFB-Frauen-Bundesligaspiel (USC Landhaus – SKN St. Pölten, 0:1) live via ORF Sport+ übertragen.
Saison 2018/19
Nach dem Verlust der Rechte für die Liveübertragung der Fußball-Bundesliga der Männer überträgt der ORF verstärkt Frauenfußball, unter anderem auch 10 Spiele der ÖFB Frauen-Bundesliga auf ORF Sport +. Das erste Spiel in der Saison, das live übertragen wurde, war das Spiel SK Sturm Graz gegen SKN St. Pölten in der ersten Runde. Weiters wurden die Spiele SV Neulengbach gegen SK Sturm Graz SG USC Landhaus/Austria Wien gegen SK Sturm Graz, SG USC Landhaus/Austria Wien gegen SV Neulengbach, SG USC Landhaus/Austria Wien gegen SKN St. Pölten, SKN St. Pölten gegen SK Sturm Graz, SK Sturm Graz gegen SG USC Landhaus/Austria Wien, FC Wacker Innsbruck gegen SKN St. Pölten und SKN St. Pölten gegen SG USC Landhaus/Austria Wien übertragen.
Das Finale des ÖFB Ladies Cup SKN St. Pölten gegen SG USC Landhaus/Austria Wien am 8. Juni 2019 wurde ebenfalls übertragen.
Im Rahmen der UEFA Champions League 2017/2018 übertrug der ORF das Spiel SKN St. Pölten gegen Paris Saint-Germain.
Saison 2019/20
Jedes Spiel wurde vom ÖFB aufgezeichnet und für die Analyse zur Verfügung gestellt. Aus dieser Aufzeichnung wurde eine Torshow zusammengestellt und auf einem Kanal OFB TV ausgestrahlt. Auf ORF Sport+ gab es jeden Freitag ein eigenes Frauen-Fußball-Magazin, das jeden Freitag um 21:15 ausgestrahlt wurde. Jede Runde gab es ein Livespiel.
Saison 2020/21, 2021/22, 2022/23
Zusätzlich zu den Liveübertragung im ORF werden auch auf einer neuen Plattform vom ÖFB, ÖFB TV, Spiele von der ÖFB Frauen-Bundesliga übertragen.

## Statistik

### Österreichischer Meister
| Rang | | Verein             | Gesamt | DFU | WFV | ÖFB |
| ---- | --- | ------------------ | ------ | --- | --- | --- |
| 1    | SV Neulengbach | SV Neulengbach     | 12     |     |     | 12  |
|      | ÖFB: 2002/03, 2003/04, 2004/05, 2005/06, 2006/07, 2007/08, 2008/09, 2009/10, 2010/11, 2011/12, 2012/13, 2013/14        |                    |        |     |     |     |
|      | | USC Landhaus Wien  | 12     |     | 5   | 7   |
|      | WFV: 1973/74, 1975/76, 1977/78, 1980/81, 1981/82, ÖFB: 1982/83, 1987/88, 1988/89, 1994/95, 1996/97, 1999/2000, 2000/01 |                    |        |     |     |     |
| 3    | | SKN St. Pölten     | 10     |     |     | 10  |
|      | | als FSK St. Pölten | 2      |     |     | 2   |
|      | ÖFB: 2014/15, 2015/16                                                                                                  |                    |        |     |     |     |
|      | SKN St. Pölten | als SKN St. Pölten | 8      |     |     | 8   |
|      | ÖFB: 2016/17, 2017/18, 2018/19, 2020/21, 2021/22, 2022/23, 2023/24, 2024/25                                            |                    |        |     |     |     |
| 4    | Union Kleinmünchen | Union Kleinmünchen | 8      |     |     | 8   |
|      | ÖFB: 1989/90, 1990/91, 1991/92, 1992/93, 1993/94, 1995/96, 1997/98, 1998/99                                            |                    |        |     |     |     |
| 5    | FS Elektra Wien | FS Elektra Wien    | 3      |     | 3   |     |
|      | WFV: 1976/77, 1978/79, 1979/80                                                                                         |                    |        |     |     |     |
| 6    | 1. DFC Leoben | 1. DFC Leoben      | 2      |     |     | 2   |
|      | ÖFB: 1985/86, 1986/87                                                                                                  |                    |        |     |     |     |
|      | DFC Austria Wien | DFC Austria Wien 1 | 2      | 2   |     |     |
|      | DFU: 1936, 1937 |                    |        |     |     |     |
| 8    | Innsbrucker AC | Innsbrucker AC     | 1      |     |     | 1   |
|      | ÖFB: 2001/02 |                    |        |     |     |     |
|      | | DFC Ostbahn XI     | 1      |     |     | 1   |
|      | ÖFB: 1984/85 |                    |        |     |     |     |
|      | | SV Aspern          | 1      |     |     | 1   |
|      | ÖFB: 1983/84 |                    |        |     |     |     |
|      | | KSV Ankerbrot Wien | 1      |     | 1   |     |
|      | WFV: 1974/75 |                    |        |     |     |     |
|      | | Favoritner AC      | 1      |     | 1   |     |
|      | WFV: 1972/73 |                    |        |     |     |     |

### Liste der Torschützenköniginnen seit 1997
| Saison  | Name                      | Verein                   | Tore                   | Alter                  |
| ------- | ------------------------- | ------------------------ | ---------------------- | ---------------------- |
| 1997/98 | Gertrud Stallinger        | Union Kleinmünchen       | 20                     | 31                     |
| 1998/99 | Gertrud Stallinger        | Union Kleinmünchen       | 14                     | 32                     |
| 1999/00 | Nina Aigner               | USC Landhaus             | 27                     | 19                     |
| 2000/01 | Maria Gstöttner           | SV Neulengbach           | 33                     | 17                     |
| 2001/02 | Maria Gstöttner           | SV Neulengbach           | 34                     | 18                     |
| 2002/03 | Maria Gstöttner           | SV Neulengbach           | 28                     | 19                     |
| 2003/04 | Maria Gstöttner           | SV Neulengbach           | 26                     | 20                     |
| 2004/05 | Maria Gstöttner           | SV Neulengbach           | 22                     | 21                     |
| 2005/06 | Rosana dos Santos Augusto | SV Neulengbach           | 26                     | 24                     |
| 2006/07 | Nina Burger               | SV Neulengbach           | 38                     | 19                     |
| 2007/08 | Nina Burger               | SV Neulengbach           | 33                     | 20                     |
| 2008/09 | Nina Burger               | SV Neulengbach           | 23                     | 21                     |
| 2009/10 | Nina Burger               | SV Neulengbach           | 22                     | 22                     |
| 2010/11 | Nina Burger               | SV Neulengbach           | 29                     | 23                     |
| 2011/12 | Nina Burger               | SV Neulengbach           | 28                     | 24                     |
| 2012/13 | Maria Gstöttner           | SV Neulengbach           | 36                     | 29                     |
| 2013/14 | Nicole Billa              | FSK St. Pölten-Spratzern | 24                     | 18                     |
| 2014/15 | Nicole Billa              | FSK St. Pölten-Spratzern | 27                     | 19                     |
| 2015/16 | Fanny Vágó                | FSK St. Pölten-Spratzern | 19                     | 25                     |
| 2016/17 | Fanny Vágó                | SKN St. Pölten           | 21                     | 26                     |
| 2017/18 | Fanny Vágó                | SKN St. Pölten           | 18                     | 27                     |
| 2018/19 | Fanny Vágó                | SKN St. Pölten           | 24                     | 28                     |
| 2019/20 | Abbruch, keine Wertung    | Abbruch, keine Wertung   | Abbruch, keine Wertung | Abbruch, keine Wertung |
| 2020/21 | Lisa Kolb                 | SV Neulengbach           | 20                     | 19                     |
| 2021/22 | Julia Wagner              | Wildcats Krottendorf     | 32                     | 21                     |
| 2022/23 | Linda Natter              | SPG Altach/Vorderland    | 18                     | 17                     |
| 2023/24 | Verena Volkmer            | FK Austria Wien          | 14                     | 28                     |
| 2024/25 | Verena Volkmer            | FK Austria Wien          | 14 (23./24. Runde)     | 29                     |